# تشارلز ر. وودز
تشارلز ر. وودز (بالإنجليزية: Charles R. Woods)‏ هو ضابط أمريكي، ولد في 19 فبراير 1827 في نيوارك في الولايات المتحدة، وتوفي بنفس المكان في 26 فبراير 1885.